# Файлове FinCen
Файловете FinCen са документи, изтекли от Бюрото за финансови разследвания (на английски: The Financial Crimes Enforcement the Network, или FinCEN) при Министерството на финансите на САЩ през 2019 г., изпратени до BuzzFeed News на Международния консорциум на разследващите журналисти (на английски: International Consortium of Investigative Journalists, или ICIJ) и публикувани на 20 септември 2020 г.
Общият брой на документите е 2657. В тях са описани повече от 200 000 подозрителни трансакции в размер на 2 трилиона долара за периода от 1999 до 2017 г. в няколко световни финансови институции. Документите показват, че въпреки че и банките, и федералното правителство на САЩ имат органи за финансов мониторинг, те са направили малко за спиране на престъпни дейности като прането на пари. Тази информация засяга финансови институции в над 170 държави, които са участвали в изпирането на пари и други незаконни дейности. Журналистите по целия свят критикуват както банките, така и правителството на САЩ; Би Би Си заявява, че инцидентът демонстрира как „най-големите банки в света са позволили на престъпниците да пренасят мръсни пари по света“, а BuzzFeed News твърди, че изтеклите файлове предлагат безпрецедентна гледна точка за глобалната финансова корупция, банките, които я подкрепят, и правителствените агенции, които само наблюдават как процъфтява.